# Lista över insjöar i Sverige med namn som slutar med -an
Insjöar i Sverige som har Wikipedia-artikel och slutar på an med undantag för sådana som slutar på 
avan,
hålan,
källan,
myran,
tärnan eller 
tjärnan
- Råbockakorran, sjö i Simrishamns kommun och Skåne 55°40′31″N 14°05′50″Ö / 55.67519°N 14.09716°Ö
- Groppan, sjö i Ronneby kommun och Blekinge 56°25′12″N 15°19′39″Ö / 56.42001°N 15.32756°Ö
- Klaran, sjö i Karlskrona kommun och Blekinge 56°24′04″N 15°32′53″Ö / 56.40109°N 15.54806°Ö
- Lilla Bastan, sjö i Ronneby kommun och Blekinge 56°16′14″N 15°20′40″Ö / 56.27046°N 15.34444°Ö
- Pottan, Blekinge, sjö i Karlskrona kommun och Blekinge 56°25′36″N 15°33′08″Ö / 56.42679°N 15.55226°Ö
- Skumpottan, sjö i Karlskrona kommun och Blekinge 56°22′04″N 15°18′43″Ö / 56.36768°N 15.31187°Ö
- Skälbredan, sjö i Karlshamns kommun och Blekinge 56°17′21″N 15°01′12″Ö / 56.28912°N 15.02011°Ö
- Stora Bastan, sjö i Ronneby kommun och Blekinge 56°16′30″N 15°20′49″Ö / 56.27487°N 15.34681°Ö
- Svältan, sjö i Ronneby kommun och Blekinge 56°27′10″N 15°19′00″Ö / 56.45284°N 15.31660°Ö
- Trehörnan, Blekinge, sjö i Karlshamns kommun och Blekinge 56°15′35″N 15°01′05″Ö / 56.25983°N 15.01813°Ö
- Älkan, sjö i Karlshamns kommun och Blekinge 56°19′03″N 14°59′23″Ö / 56.31757°N 14.98963°Ö
- Äskan, sjö i Ronneby kommun och Blekinge 56°20′57″N 15°04′11″Ö / 56.34915°N 15.06983°Ö
- Dran, sjö i Varbergs kommun och Halland 57°17′02″N 12°22′44″Ö / 57.28399°N 12.37900°Ö
- Stora Gullskivan, sjö i Falkenbergs kommun och Halland 57°11′34″N 12°50′54″Ö / 57.19269°N 12.84842°Ö
- Bottenlösan, sjö i Uppvidinge kommun och Småland 57°06′20″N 15°15′58″Ö / 57.10559°N 15.26611°Ö
- Dovan, sjö i Oskarshamns kommun och Småland 57°22′53″N 16°24′41″Ö / 57.38142°N 16.41138°Ö
- Fisklösan, sjö i Mönsterås kommun och Småland 56°59′03″N 16°15′41″Ö / 56.98416°N 16.26133°Ö
- Furan, Småland, sjö i Hultsfreds kommun och Småland 57°30′16″N 16°10′40″Ö / 57.50454°N 16.17770°Ö
- Grumlan, sjö i Vetlanda kommun och Småland 57°23′49″N 15°02′48″Ö / 57.39693°N 15.04677°Ö
- Grundan, sjö i Åtvidabergs kommun och Småland 58°06′41″N 16°11′52″Ö / 58.11144°N 16.19791°Ö
- Gumman, Småland, sjö i Västerviks kommun och Småland 58°02′37″N 16°15′38″Ö / 58.04353°N 16.26066°Ö
- Gölpan (Gladhammars socken, Småland), sjö i Västerviks kommun och Småland 57°39′38″N 16°27′20″Ö / 57.66046°N 16.45555°Ö
- Gölpan (Västrums socken, Småland), sjö i Västerviks kommun och Småland 57°38′07″N 16°35′32″Ö / 57.63535°N 16.59222°Ö
- Götan, sjö i Oskarshamns kommun och Småland 57°28′47″N 16°39′25″Ö / 57.47959°N 16.65689°Ö
- Halvtunnan, sjö i Emmaboda kommun och Småland 56°30′30″N 15°28′19″Ö / 56.50832°N 15.47197°Ö
- Hjältan, sjö i Hultsfreds kommun och Småland 57°27′24″N 16°04′14″Ö / 57.45659°N 16.07043°Ö
- Hultebräan, sjö i Nybro kommun och Småland 56°38′25″N 15°45′33″Ö / 56.64032°N 15.75911°Ö
- Kläpran, sjö i Uppvidinge kommun och Småland 56°56′02″N 15°29′58″Ö / 56.93379°N 15.49955°Ö
- Koppan, sjö i Växjö kommun och Småland 57°11′16″N 14°39′07″Ö / 57.18765°N 14.65182°Ö
- Kringlan (Ekeberga socken, Småland), sjö i Lessebo kommun och Småland 56°52′42″N 15°27′47″Ö / 56.87829°N 15.46293°Ö
- Kringlan (Ökna socken, Småland), sjö i Vetlanda kommun och Småland 57°22′42″N 15°29′15″Ö / 57.37834°N 15.48737°Ö
- Krokan, Småland, sjö i Hultsfreds kommun och Småland 57°25′15″N 15°46′15″Ö / 57.42076°N 15.77093°Ö
- Kråkan, sjö i Aneby kommun och Småland 57°50′52″N 15°01′36″Ö / 57.84774°N 15.02653°Ö
- Lilla Hjältan, sjö i Hultsfreds kommun och Småland 57°27′21″N 16°04′25″Ö / 57.45586°N 16.07359°Ö
- Lille Glan, sjö i Tranås kommun och Småland 58°02′42″N 14°37′52″Ö / 58.04512°N 14.63124°Ö
- Långöglan, sjö i Vetlanda kommun och Småland 57°14′16″N 15°30′33″Ö / 57.23778°N 15.50928°Ö
- Man, Småland, sjö i Västerviks kommun och Småland 58°01′38″N 16°04′25″Ö / 58.02718°N 16.07361°Ö
- Matkrabban, sjö i Västerviks kommun och Småland 57°37′11″N 16°27′19″Ö / 57.61978°N 16.45533°Ö
- Millpatan, sjö i Vimmerby kommun och Småland 57°40′23″N 15°40′57″Ö / 57.67293°N 15.68237°Ö
- Mörkan, sjö i Åtvidabergs kommun och Småland 58°03′46″N 16°09′33″Ö / 58.06280°N 16.15909°Ö
- Nasan, sjö i Vetlanda kommun och Småland 57°15′13″N 15°25′13″Ö / 57.25352°N 15.42035°Ö
- Penan, sjö i Vetlanda kommun och Småland 57°22′13″N 15°28′28″Ö / 57.37040°N 15.47431°Ö
- Pottan, Småland, sjö i Emmaboda kommun och Småland 56°30′51″N 15°21′39″Ö / 56.51408°N 15.36097°Ö
- Skruvan, sjö i Vimmerby kommun och Småland 57°46′28″N 15°35′37″Ö / 57.77454°N 15.59362°Ö
- Skräpplan, sjö i Emmaboda kommun och Småland 56°37′51″N 15°41′01″Ö / 56.63075°N 15.68352°Ö
- Snuggan, Småland, sjö i Vimmerby kommun och Småland 57°33′20″N 15°49′56″Ö / 57.55545°N 15.83227°Ö
- Store Glan, sjö i Jönköpings kommun och Småland 58°03′02″N 14°37′35″Ö / 58.05064°N 14.62632°Ö
- Stränglan, sjö i Hultsfreds kommun och Småland 57°27′41″N 15°46′54″Ö / 57.46126°N 15.78172°Ö
- Trehörnan, Småland, sjö i Vimmerby kommun och Småland 57°46′21″N 15°34′55″Ö / 57.77263°N 15.58204°Ö
- Trislingran, sjö i Västerviks kommun och Småland 57°58′00″N 16°04′25″Ö / 57.96658°N 16.07350°Ö
- Värmslan, sjö i Västerviks kommun och Småland 57°44′43″N 16°23′30″Ö / 57.74526°N 16.39175°Ö
- Yttran, sjö i Högsby kommun och Småland 57°05′00″N 15°50′36″Ö / 57.08340°N 15.84332°Ö
- Östran, Småland, sjö i Högsby kommun och Småland 57°04′39″N 15°42′15″Ö / 57.07762°N 15.70415°Ö
- Blomman, Västergötland, sjö i Härryda kommun och Västergötland 57°43′58″N 12°21′21″Ö / 57.73284°N 12.35593°Ö
- Eldmörjan, sjö i Grästorps kommun och Västergötland 58°20′31″N 12°26′27″Ö / 58.34207°N 12.44072°Ö
- Hörsickan, sjö i Mölndals kommun och Västergötland 57°38′23″N 12°03′06″Ö / 57.63960°N 12.05160°Ö
- Tvåan, Västergötland, sjö i Vårgårda kommun och Västergötland 58°03′50″N 12°39′37″Ö / 58.06394°N 12.66038°Ö
- Appan, sjö i Boxholms kommun och Östergötland 58°05′26″N 15°06′12″Ö / 58.09062°N 15.10347°Ö
- Flättjan, sjö i Kinda kommun och Östergötland 58°07′24″N 15°55′28″Ö / 58.12330°N 15.92449°Ö
- Glan (Västra Eneby socken, Östergötland), sjö i Kinda kommun och Östergötland 57°57′17″N 15°42′30″Ö / 57.95470°N 15.70842°Ö
- Glan (Åtvids socken, Östergötland), sjö i Åtvidabergs kommun och Östergötland 58°12′00″N 15°56′46″Ö / 58.20013°N 15.94617°Ö
- Glan, sjö i Finspångs kommun och Östergötland 58°37′21″N 15°57′35″Ö / 58.62243°N 15.95973°Ö
- Kringlan, Östergötland, sjö i Ydre kommun och Östergötland 57°49′25″N 15°25′55″Ö / 57.82364°N 15.43195°Ö
- Krokvällan, sjö i Norrköpings kommun och Östergötland 58°39′51″N 16°05′15″Ö / 58.66423°N 16.08742°Ö
- Käxlan, Östergötland, sjö i Boxholms kommun och Östergötland 58°09′15″N 15°10′20″Ö / 58.15419°N 15.17219°Ö
- Lillgran, sjö i Finspångs kommun och Östergötland 58°54′39″N 15°58′14″Ö / 58.91095°N 15.97055°Ö
- Metan (Hägerstads socken, Östergötland), sjö i Kinda kommun och Östergötland 58°04′31″N 15°51′06″Ö / 58.07540°N 15.85163°Ö
- Metan (Västra Eneby socken, Östergötland), sjö i Kinda kommun och Östergötland 58°04′56″N 15°33′33″Ö / 58.08235°N 15.55908°Ö
- Onsörjan, sjö i Linköpings kommun och Östergötland 58°34′33″N 15°41′13″Ö / 58.57570°N 15.68693°Ö
- Ryppjan, sjö i Åtvidabergs kommun och Östergötland 58°14′41″N 16°06′10″Ö / 58.24466°N 16.10266°Ö
- Skopan, sjö i Motala kommun och Östergötland 58°47′04″N 15°07′36″Ö / 58.78448°N 15.12668°Ö
- Spjutan, sjö i Linköpings kommun och Östergötland 58°07′05″N 15°27′51″Ö / 58.11814°N 15.46416°Ö
- Tran (Kättilstads socken, Östergötland), sjö i Kinda kommun och Östergötland 58°11′11″N 15°49′22″Ö / 58.18638°N 15.82270°Ö
- Tran (Åtvids socken, Östergötland, 645234-150763), sjö i Åtvidabergs kommun och Östergötland 58°10′57″N 15°56′32″Ö / 58.18245°N 15.94236°Ö
- Tran (Åtvids socken, Östergötland, 645785-151208), sjö i Åtvidabergs kommun och Östergötland 58°14′24″N 16°00′45″Ö / 58.23990°N 16.01238°Ö
- Trintvällan, sjö i Norrköpings kommun och Östergötland 58°39′31″N 16°05′20″Ö / 58.65857°N 16.08893°Ö
- Vämlan, sjö i Linköpings kommun och Östergötland 58°06′35″N 15°27′17″Ö / 58.10967°N 15.45474°Ö
- Horsan, sjö i Gotlands kommun och Gotland 57°52′11″N 18°50′08″Ö / 57.86985°N 18.83542°Ö
- Hjortesölan, sjö i Uddevalla kommun och Bohuslän 58°12′46″N 12°01′17″Ö / 58.21270°N 12.02135°Ö
- Lilla Nornäbban, sjö i Kungälvs kommun och Bohuslän 58°00′55″N 12°04′34″Ö / 58.01526°N 12.07612°Ö
- Nornäbban, sjö i Kungälvs kommun och Bohuslän 58°01′07″N 12°03′33″Ö / 58.018669°N 12.059126°Ö
- Skinnhåsan, sjö i Munkedals kommun och Bohuslän 58°40′39″N 11°44′39″Ö / 58.67740°N 11.74430°Ö
- Torvan, sjö i Lilla Edets kommun och Bohuslän 58°14′22″N 12°04′25″Ö / 58.23949°N 12.07354°Ö
- Trestickan, Bohuslän, sjö i Munkedals kommun och Bohuslän 58°43′22″N 11°50′21″Ö / 58.72269°N 11.83907°Ö
- Tvitjuvan, sjö i Uddevalla kommun och Bohuslän 58°25′01″N 11°52′39″Ö / 58.41686°N 11.87750°Ö
- Edslan, Dalsland, sjö i Bengtsfors kommun och Dalsland 59°04′44″N 12°26′03″Ö / 59.07881°N 12.43407°Ö
- Gullskåran, sjö i Bengtsfors kommun och Dalsland 58°57′37″N 12°23′19″Ö / 58.96037°N 12.38861°Ö
- Hålan, sjö i Bengtsfors kommun och Dalsland 59°06′15″N 12°02′06″Ö / 59.10420°N 12.03506°Ö
- Hålpottan, sjö i Dals-Eds kommun och Dalsland 58°57′43″N 11°58′09″Ö / 58.96199°N 11.96920°Ö
- Kattisan, sjö i Dals-Eds kommun och Dalsland 58°57′58″N 11°58′37″Ö / 58.96609°N 11.97693°Ö
- Källan, Dalsland, sjö i Färgelanda kommun och Dalsland 58°40′10″N 12°10′57″Ö / 58.66955°N 12.18237°Ö
- Mopottan, sjö i Bengtsfors kommun och Dalsland 58°58′29″N 12°10′47″Ö / 58.97463°N 12.17960°Ö
- Pylsan, sjö i Bengtsfors kommun och Dalsland 58°49′05″N 12°11′32″Ö / 58.81801°N 12.19234°Ö
- Stora Byrstämman, sjö i Färgelanda kommun och Dalsland 58°37′08″N 12°05′02″Ö / 58.61875°N 12.08395°Ö
- Stora Pylsan, sjö i Dals-Eds kommun och Dalsland 59°00′47″N 11°46′34″Ö / 59.01292°N 11.77621°Ö
- Stora Tresticklan, sjö i Dals-Eds kommun och Dalsland 59°01′37″N 11°46′44″Ö / 59.02684°N 11.77877°Ö
- Trestickan, Dalsland, sjö i Dals-Eds kommun och Dalsland 58°51′32″N 11°50′19″Ö / 58.85883°N 11.83857°Ö
- Trestikan, sjö i Dals-Eds kommun och Dalsland 59°01′40″N 12°02′30″Ö / 59.02784°N 12.04170°Ö
- Trästickan, sjö i Färgelanda kommun och Dalsland 58°36′43″N 12°05′21″Ö / 58.61208°N 12.08913°Ö
- Fågelgöljan, sjö i Katrineholms kommun och Södermanland 58°48′14″N 16°24′10″Ö / 58.80393°N 16.40273°Ö
- Glottran, sjö i Nyköpings kommun och Södermanland 58°54′12″N 16°58′27″Ö / 58.90345°N 16.97426°Ö
- Glådran, sjö i Gnesta kommun och Södermanland 59°10′29″N 17°12′45″Ö / 59.17464°N 17.21261°Ö
- Gölan, sjö i Botkyrka kommun och Södermanland 59°09′11″N 17°49′50″Ö / 59.15301°N 17.83051°Ö
- Hallsjögöljan, sjö i Katrineholms kommun och Södermanland 58°48′50″N 16°22′14″Ö / 58.81377°N 16.37054°Ö
- Käxlan, Södermanland, sjö i Nyköpings kommun och Södermanland 58°49′19″N 17°12′27″Ö / 58.82203°N 17.20747°Ö
- Lilla Dröpplan, sjö i Södertälje kommun och Södermanland 59°05′32″N 17°22′36″Ö / 59.09231°N 17.37674°Ö
- Lyckan, Södermanland, sjö i Nyköpings kommun och Södermanland 58°58′05″N 17°10′03″Ö / 58.96818°N 17.16750°Ö
- Lövstan, sjö i Gnesta kommun och Södermanland 59°07′58″N 17°06′35″Ö / 59.13271°N 17.10975°Ö
- Muskan, sjö i Nynäshamns kommun och Södermanland 59°00′15″N 17°53′49″Ö / 59.00424°N 17.89696°Ö
- Nedre Unnan, sjö i Nyköpings kommun och Södermanland 58°52′59″N 17°22′31″Ö / 58.88313°N 17.37539°Ö
- Ogan, sjö i Södertälje kommun och Södermanland 59°06′05″N 17°27′04″Ö / 59.10145°N 17.45098°Ö
- Pilgöljan, sjö i Katrineholms kommun och Södermanland 58°49′04″N 16°23′59″Ö / 58.81785°N 16.39986°Ö
- Somran, sjö i Botkyrka kommun och Södermanland 59°09′47″N 17°45′57″Ö / 59.16308°N 17.76571°Ö
- Stora Dröpplan, sjö i Södertälje kommun och Södermanland 59°05′28″N 17°23′12″Ö / 59.09103°N 17.38662°Ö
- Stora Myggtäppan, sjö i Flens kommun och Södermanland 59°00′59″N 16°42′08″Ö / 59.01640°N 16.70216°Ö
- Tullan, sjö i Salems kommun och Södermanland 59°12′58″N 17°41′18″Ö / 59.21621°N 17.68837°Ö
- Tärnan, Södermanland, sjö i Nynäshamns kommun och Södermanland 59°02′32″N 17°55′45″Ö / 59.04216°N 17.92906°Ö
- Uttran (sjö), sjö i Botkyrka kommun och Södermanland 59°10′58″N 17°44′21″Ö / 59.18278°N 17.73919°Ö
- Vänstran, sjö i Flens kommun och Södermanland 58°56′57″N 16°49′08″Ö / 58.94911°N 16.81891°Ö
- Västra Styran, sjö i Nynäshamns kommun och Södermanland 58°58′27″N 17°50′55″Ö / 58.97403°N 17.84870°Ö
- Vårtan, sjö i Södertälje kommun och Södermanland 58°59′50″N 17°27′38″Ö / 58.99727°N 17.46045°Ö
- Ådran (sjö), sjö i Huddinge kommun och Södermanland 59°09′36″N 18°00′57″Ö / 59.16005°N 18.01592°Ö
- Öran, sjö i Haninge kommun och Södermanland 59°08′56″N 18°04′06″Ö / 59.14882°N 18.06834°Ö
- Övre Unnan, sjö i Nyköpings kommun och Södermanland 58°53′27″N 17°23′08″Ö / 58.89091°N 17.38563°Ö
- Göljan, sjö i Örebro kommun och Närke 59°21′42″N 14°56′39″Ö / 59.36163°N 14.94425°Ö
- Matryttan, sjö i Örebro kommun och Närke 59°18′34″N 14°52′43″Ö / 59.30947°N 14.87868°Ö
- Flagan, Västmanland, sjö i Lindesbergs kommun och Västmanland 59°44′06″N 15°17′47″Ö / 59.73492°N 15.29630°Ö
- Grövlan, sjö i Nora kommun och Västmanland 59°37′15″N 14°50′20″Ö / 59.62086°N 14.83892°Ö
- Hecklan, sjö i Hällefors kommun och Västmanland 59°53′24″N 14°31′14″Ö / 59.89013°N 14.52064°Ö
- Lilla Kumlan, sjö i Ljusnarsbergs kommun och Västmanland 59°56′58″N 14°53′50″Ö / 59.94955°N 14.89718°Ö
- Lillsvan, sjö i Skinnskattebergs kommun och Västmanland 59°40′19″N 15°49′13″Ö / 59.67200°N 15.82023°Ö
- Långsvan, sjö i Skinnskattebergs kommun och Västmanland 59°43′44″N 15°49′11″Ö / 59.72900°N 15.81972°Ö
- Matbyttan, sjö i Hällefors kommun och Västmanland 59°39′38″N 14°40′25″Ö / 59.66065°N 14.67349°Ö
- Nedre Gävjan, sjö i Skinnskattebergs kommun och Västmanland 59°52′46″N 15°45′52″Ö / 59.87943°N 15.76442°Ö
- Stora Kumlan, sjö i Ljusnarsbergs kommun och Västmanland 59°58′30″N 14°52′06″Ö / 59.97493°N 14.86837°Ö
- Stora Tärnan, sjö i Hällefors kommun och Västmanland 59°57′29″N 14°41′29″Ö / 59.95802°N 14.69146°Ö
- Övre Gävjan, sjö i Skinnskattebergs kommun och Västmanland 59°53′40″N 15°45′01″Ö / 59.89441°N 15.75029°Ö
- Bornan, sjö i Norrtälje kommun och Uppland 59°59′07″N 18°44′55″Ö / 59.98533°N 18.74854°Ö
- Djupan, sjö i Sollentuna kommun och Uppland 59°25′40″N 17°53′19″Ö / 59.42786°N 17.88849°Ö
- Huvan, Uppland, sjö i Norrtälje kommun och Uppland 59°41′47″N 18°27′37″Ö / 59.69625°N 18.46015°Ö
- Hörnan, sjö i Norrtälje kommun och Uppland 59°52′16″N 18°36′32″Ö / 59.87108°N 18.60875°Ö
- Jälnan, sjö i Norrtälje kommun och Uppland 59°40′09″N 18°21′25″Ö / 59.66929°N 18.35682°Ö
- Kobban, sjö i Österåkers kommun och Uppland 59°32′07″N 18°39′21″Ö / 59.53524°N 18.65579°Ö
- Kornan, sjö i Norrtälje kommun och Uppland 59°49′50″N 18°15′13″Ö / 59.83056°N 18.25374°Ö
- Lyan, sjö i Norrtälje kommun och Uppland 59°52′59″N 18°28′08″Ö / 59.88305°N 18.46878°Ö
- Puttan, sjö i Östhammars kommun och Uppland 60°23′40″N 18°12′11″Ö / 60.39433°N 18.20305°Ö
- Rydjan, sjö i Upplands-Bro kommun och Uppland 59°36′26″N 17°33′13″Ö / 59.60722°N 17.55358°Ö
- Snorran, sjö i Ekerö kommun och Uppland 59°23′25″N 17°35′44″Ö / 59.39036°N 17.59557°Ö
- Snuggan, Uppland, sjö i Sollentuna kommun och Uppland 59°27′43″N 17°57′53″Ö / 59.46199°N 17.96486°Ö
- Strödjan, sjö i Norrtälje kommun och Uppland 59°55′35″N 18°41′23″Ö / 59.92636°N 18.68964°Ö
- Sävjan, sjö i Heby kommun och Uppland 60°00′14″N 17°06′06″Ö / 60.00395°N 17.10175°Ö
- Tarnan, sjö i Österåkers kommun och Uppland 59°31′28″N 18°28′44″Ö / 59.52442°N 18.47898°Ö
- Torkan, sjö i Norrtälje kommun och Uppland 59°52′43″N 18°42′39″Ö / 59.87848°N 18.71086°Ö
- Tärnan, Vallentuna, sjö i Vallentuna kommun och Uppland 59°33′57″N 18°21′38″Ö / 59.56577°N 18.36049°Ö
- Uttran, Uppland, sjö i Norrtälje kommun och Uppland 59°42′40″N 18°13′10″Ö / 59.71114°N 18.21941°Ö
- Ältan, sjö i Norrtälje kommun och Uppland 59°49′13″N 18°27′30″Ö / 59.82040°N 18.45825°Ö
- Abborrdolpan, sjö i Säffle kommun och Värmland 59°21′04″N 12°35′58″Ö / 59.35116°N 12.59953°Ö
- Dulpan, sjö i Säffle kommun och Värmland 59°10′23″N 12°27′40″Ö / 59.17312°N 12.46101°Ö
- Eldan, sjö i Säffle kommun och Värmland 59°13′32″N 12°37′00″Ö / 59.22564°N 12.61659°Ö
- Eldmörjan, Värmland, sjö i Hagfors kommun och Värmland 60°10′37″N 13°56′36″Ö / 60.17708°N 13.94322°Ö
- Fiskbyttan, sjö i Hagfors kommun och Värmland 59°54′15″N 13°52′12″Ö / 59.90426°N 13.87005°Ö
- Fjälldolpan, sjö i Säffle kommun och Värmland 59°21′25″N 12°35′57″Ö / 59.35708°N 12.59915°Ö
- Flagan (Brunskogs socken, Värmland), sjö i Arvika kommun och Värmland 59°39′15″N 12°48′00″Ö / 59.65416°N 12.80012°Ö
- Flagan (Glava socken, Värmland, 660333-130586), sjö i Arvika kommun och Värmland 59°30′18″N 12°22′18″Ö / 59.50500°N 12.37163°Ö
- Flagan (Glava socken, Värmland, 660547-131093), sjö i Arvika kommun och Värmland 59°31′36″N 12°27′49″Ö / 59.52670°N 12.46350°Ö
- Flan (Eda socken, Värmland, 665276-131110), sjö i Eda kommun och Värmland 59°57′17″N 12°24′48″Ö / 59.95483°N 12.41344°Ö
- Flan (Eda socken, Värmland, 665708-130926), sjö i Eda kommun och Värmland 59°59′25″N 12°22′56″Ö / 59.99032°N 12.38219°Ö
- Gyltan, sjö i Årjängs kommun och Värmland 59°31′21″N 11°55′17″Ö / 59.52258°N 11.92135°Ö
- Husman, Värmland, sjö i Torsby kommun och Värmland 60°48′44″N 12°35′39″Ö / 60.81232°N 12.59403°Ö
- Kaskotan, sjö i Torsby kommun och Värmland 60°12′34″N 12°45′18″Ö / 60.20938°N 12.75502°Ö
- Kölan, sjö i Torsby kommun och Värmland 60°24′52″N 13°32′06″Ö / 60.41439°N 13.53498°Ö
- Lankan, sjö i Hagfors kommun och Värmland 60°03′16″N 13°59′57″Ö / 60.05432°N 13.99916°Ö
- Lill-Skäktan, sjö i Säffle kommun och Värmland 59°15′28″N 12°29′47″Ö / 59.25776°N 12.49639°Ö
- Långban (sjö), sjö i Filipstads kommun och Värmland 59°50′32″N 14°16′53″Ö / 59.84233°N 14.28148°Ö
- Mellan-Svan, sjö i Säffle kommun och Värmland 59°11′04″N 12°32′11″Ö / 59.18448°N 12.53640°Ö
- Märrsprängan, sjö i Forshaga kommun och Värmland 59°35′59″N 13°27′13″Ö / 59.59972°N 13.45361°Ö
- Notflagan, sjö i Arvika kommun och Värmland 59°26′29″N 12°39′24″Ö / 59.44140°N 12.65678°Ö
- Stor-Skäktan, sjö i Säffle kommun och Värmland 59°15′31″N 12°29′52″Ö / 59.25869°N 12.49770°Ö
- Väster-Svan, sjö i Säffle kommun och Värmland 59°11′42″N 12°31′00″Ö / 59.19512°N 12.51664°Ö
- Västra Dulpan, sjö i Arvika kommun och Värmland 59°46′41″N 12°42′29″Ö / 59.77813°N 12.70792°Ö
- Örtitan, sjö i Säffle kommun och Värmland 59°21′43″N 12°41′11″Ö / 59.36207°N 12.68631°Ö
- Öster-Svan, sjö i Säffle kommun och Värmland 59°10′51″N 12°34′30″Ö / 59.18086°N 12.57490°Ö
- Östra Dulpan, sjö i Arvika kommun och Värmland 59°46′42″N 12°42′46″Ö / 59.77824°N 12.71290°Ö
- Aspan, Dalarna, sjö i Säters kommun och Dalarna 60°20′42″N 15°39′41″Ö / 60.34491°N 15.66133°Ö
- Bjusan, sjö i Borlänge kommun och Dalarna 60°29′16″N 15°19′11″Ö / 60.48771°N 15.31964°Ö
- Björkan (Envikens socken, Dalarna), sjö i Falu kommun och Dalarna 60°48′52″N 15°42′40″Ö / 60.81434°N 15.71103°Ö
- Björkan (Säters socken, Dalarna), sjö i Säters kommun och Dalarna 60°17′25″N 15°39′18″Ö / 60.29025°N 15.65506°Ö
- Bogsnan, sjö i Borlänge kommun och Dalarna 60°21′03″N 15°17′43″Ö / 60.35083°N 15.29541°Ö
- Botan, sjö i Hedemora kommun och Dalarna 60°15′28″N 15°51′50″Ö / 60.25765°N 15.86400°Ö
- Brackan, sjö i Gagnefs kommun och Dalarna 60°21′41″N 14°39′57″Ö / 60.36129°N 14.66594°Ö
- Drättjan, sjö i Borlänge kommun och Dalarna 60°21′27″N 15°16′46″Ö / 60.35759°N 15.27936°Ö
- Fjärsman, Dalarna, sjö i Säters kommun och Dalarna 60°17′53″N 15°39′45″Ö / 60.29797°N 15.66262°Ö
- Flokan, sjö i Borlänge kommun och Dalarna 60°18′39″N 15°15′44″Ö / 60.31094°N 15.26220°Ö
- Fläddran, sjö i Falu kommun och Dalarna 60°42′29″N 15°44′39″Ö / 60.70810°N 15.74412°Ö
- Gessan, sjö i Säters kommun och Dalarna 60°17′09″N 15°46′16″Ö / 60.28575°N 15.77114°Ö
- Ginnan, sjö i Smedjebackens kommun och Dalarna 60°02′46″N 15°38′44″Ö / 60.04602°N 15.64559°Ö
- Grytfyllan, sjö i Säters kommun och Dalarna 60°31′20″N 15°55′13″Ö / 60.52220°N 15.92038°Ö
- Gäsan, sjö i Borlänge kommun och Dalarna 60°27′28″N 15°13′26″Ö / 60.45779°N 15.22377°Ö
- Gåran, sjö i Hedemora kommun och Dalarna 60°17′45″N 15°50′36″Ö / 60.29589°N 15.84346°Ö
- Hovran, sjö i Hedemora kommun och Dalarna 60°16′22″N 16°03′00″Ö / 60.27279°N 16.04997°Ö
- Hästbergs-Flatnan, sjö i Borlänge kommun och Dalarna 60°19′49″N 15°09′06″Ö / 60.33037°N 15.15164°Ö
- Hålnan, sjö i Hedemora kommun och Dalarna 60°28′10″N 16°05′34″Ö / 60.46953°N 16.09289°Ö
- Hönsan (Hedemora socken, Dalarna), sjö i Hedemora kommun och Dalarna 60°17′05″N 15°58′48″Ö / 60.28483°N 15.97992°Ö
- Hönsan (Husby socken, Dalarna), sjö i Hedemora kommun och Dalarna 60°23′16″N 15°56′45″Ö / 60.38773°N 15.94584°Ö
- Issan, Dalarna, sjö i Borlänge kommun och Dalarna 60°36′06″N 15°18′03″Ö / 60.60171°N 15.30076°Ö
- Jugan, sjö i Mora kommun och Dalarna 60°52′13″N 14°21′05″Ö / 60.87032°N 14.35145°Ö
- Juttulslättan, sjö i Älvdalens kommun och Dalarna 62°09′10″N 12°41′26″Ö / 62.15265°N 12.69042°Ö
- Jävan, sjö i Falu kommun och Dalarna 60°41′26″N 15°49′48″Ö / 60.69061°N 15.83000°Ö
- Kamman, sjö i Säters kommun och Dalarna 60°17′30″N 15°45′21″Ö / 60.29167°N 15.75576°Ö
- Klysnan, sjö i Säters kommun och Dalarna 60°20′00″N 15°22′25″Ö / 60.33334°N 15.37371°Ö
- Laxsjö-Flatnan, sjö i Ludvika kommun och Dalarna 60°19′21″N 15°07′57″Ö / 60.32255°N 15.13243°Ö
- Leran, sjö i Smedjebackens kommun och Dalarna 60°09′01″N 15°19′53″Ö / 60.15028°N 15.33147°Ö
- Liljan (Stora Kopparbergs socken, Dalarna), sjö i Falu kommun och Dalarna 60°32′34″N 15°36′08″Ö / 60.54265°N 15.60214°Ö
- Liljan (Svärdsjö socken, Dalarna), sjö i Falu kommun och Dalarna 60°42′22″N 15°53′20″Ö / 60.70621°N 15.88880°Ö
- Lill-Jugan, sjö i Mora kommun och Dalarna 60°52′11″N 14°20′08″Ö / 60.86961°N 14.33565°Ö
- Lill-Van, sjö i Älvdalens kommun och Dalarna 61°22′13″N 13°20′07″Ö / 61.37031°N 13.33518°Ö
- Lilla Aspan, sjö i Falu kommun och Dalarna 60°32′08″N 15°31′44″Ö / 60.53569°N 15.52877°Ö
- Lilla Flatnan, sjö i Smedjebackens kommun och Dalarna 60°04′15″N 15°24′38″Ö / 60.07092°N 15.41056°Ö
- Lilla Länsan, sjö i Borlänge kommun och Dalarna 60°29′33″N 15°15′42″Ö / 60.49251°N 15.26171°Ö
- Lilla Mosan, sjö i Falu kommun och Dalarna 61°00′22″N 15°44′13″Ö / 61.00605°N 15.73707°Ö
- Lilla Noran, sjö i Säters kommun och Dalarna 60°18′23″N 15°28′07″Ö / 60.30633°N 15.46867°Ö
- Lilla Skånan, sjö i Hedemora kommun och Dalarna 60°16′29″N 15°46′03″Ö / 60.27480°N 15.76753°Ö
- Lilla Spånsan, sjö i Ludvika kommun och Dalarna 60°22′13″N 15°07′04″Ö / 60.37032°N 15.11785°Ö
- Lilla Vällan, sjö i Falu kommun och Dalarna 60°35′19″N 15°31′37″Ö / 60.58873°N 15.52686°Ö
- Lillsälnan, sjö i Falu kommun och Dalarna 60°43′58″N 16°06′06″Ö / 60.73265°N 16.10165°Ö
- Liss-Stråsan, sjö i Falu kommun och Dalarna 60°54′28″N 15°59′52″Ö / 60.90784°N 15.99786°Ö
- Länsman, Dalarna, sjö i Säters kommun och Dalarna 60°17′41″N 15°39′51″Ö / 60.29483°N 15.66426°Ö
- Långsälnan, sjö i Falu kommun och Dalarna 60°44′22″N 16°02′47″Ö / 60.73958°N 16.04635°Ö
- Mellan-Valsan, sjö i Borlänge kommun och Dalarna 60°35′51″N 15°21′06″Ö / 60.59749°N 15.35157°Ö
- Nedre Glian, sjö i Borlänge kommun och Dalarna 60°33′09″N 15°22′31″Ö / 60.55243°N 15.37516°Ö
- Nedre Valsan, sjö i Borlänge kommun och Dalarna 60°35′03″N 15°22′42″Ö / 60.58412°N 15.37821°Ö
- Noran, sjö i Borlänge kommun och Dalarna 60°27′14″N 15°09′05″Ö / 60.45378°N 15.15152°Ö
- Norr-Lingan, sjö i Falu kommun och Dalarna 60°47′33″N 15°49′14″Ö / 60.79248°N 15.82053°Ö
- Norra Ockran, sjö i Rättviks kommun och Dalarna 61°03′28″N 15°15′13″Ö / 61.05789°N 15.25352°Ö
- Saxen, Norhyttan, sjö i Ludvika kommun och Dalarna 60°11′52″N 14°51′23″Ö / 60.19781°N 14.85643°Ö
- Saxen, Saxhyttan, sjö i Ludvika kommun och Dalarna 60°16′35″N 15°01′19″Ö / 60.27644°N 15.02205°Ö
- Seckan, sjö i Falu kommun och Dalarna 60°43′41″N 15°53′14″Ö / 60.72793°N 15.88720°Ö
- Siljan, sjö i Leksands kommun och Dalarna 60°52′08″N 14°47′44″Ö / 60.86900°N 14.79569°Ö
- Skjortan, Dalarna, sjö i Gagnefs kommun och Dalarna 60°21′39″N 14°40′11″Ö / 60.36096°N 14.66976°Ö
- Sländan, Dalarna, sjö i Älvdalens kommun och Dalarna 61°05′09″N 13°33′31″Ö / 61.08574°N 13.55857°Ö
- Stensan, Dalarna, sjö i Hedemora kommun och Dalarna 60°15′28″N 15°47′30″Ö / 60.25775°N 15.79158°Ö
- Stor-Stråsan, sjö i Falu kommun och Dalarna 60°54′23″N 16°01′07″Ö / 60.90638°N 16.01849°Ö
- Stora Aspan, sjö i Falu kommun och Dalarna 60°35′49″N 15°26′55″Ö / 60.59707°N 15.44849°Ö
- Stora Flatnan, sjö i Smedjebackens kommun och Dalarna 60°04′32″N 15°25′34″Ö / 60.07546°N 15.42613°Ö
- Stora Länsan, sjö i Borlänge kommun och Dalarna 60°29′42″N 15°16′08″Ö / 60.49505°N 15.26895°Ö
- Stora Mosan, sjö i Falu kommun och Dalarna 60°59′52″N 15°45′05″Ö / 60.99789°N 15.75132°Ö
- Stora Noran, sjö i Borlänge kommun och Dalarna 60°17′53″N 15°25′38″Ö / 60.29814°N 15.42735°Ö
- Stora Skånan, sjö i Hedemora kommun och Dalarna 60°16′09″N 15°46′26″Ö / 60.26906°N 15.77387°Ö
- Stora Spånsan, sjö i Borlänge kommun och Dalarna 60°22′22″N 15°07′29″Ö / 60.37278°N 15.12469°Ö
- Stora Vällan, sjö i Falu kommun och Dalarna 60°35′20″N 15°33′49″Ö / 60.58898°N 15.56371°Ö
- Sångan, sjö i Borlänge kommun och Dalarna 60°19′31″N 15°14′52″Ö / 60.32524°N 15.24785°Ö
- Södra Ockran, sjö i Rättviks kommun och Dalarna 61°02′24″N 15°15′07″Ö / 61.03993°N 15.25198°Ö
- Sör-Lingan, sjö i Falu kommun och Dalarna 60°47′06″N 15°49′38″Ö / 60.78503°N 15.82713°Ö
- Tjärnhyddan, sjö i Orsa kommun och Dalarna 61°27′51″N 14°43′22″Ö / 61.46410°N 14.72264°Ö
- Toftan, sjö i Falu kommun och Dalarna 60°40′26″N 15°47′07″Ö / 60.67383°N 15.78517°Ö
- Tunsan, sjö i Säters kommun och Dalarna 60°17′10″N 15°16′43″Ö / 60.28623°N 15.27852°Ö
- Tängran, sjö i Falu kommun och Dalarna 60°51′21″N 15°45′26″Ö / 60.85574°N 15.75727°Ö
- Upp-Van, sjö i Älvdalens kommun och Dalarna 61°24′11″N 13°19′49″Ö / 61.40299°N 13.33035°Ö
- Van (Älvdalens socken, Dalarna), sjö i Älvdalens kommun och Dalarna 61°20′19″N 13°22′34″Ö / 61.33864°N 13.37600°Ö
- Van, Vansbro och Mora, sjö i Mora kommun och Dalarna 60°40′01″N 14°07′25″Ö / 60.66703°N 14.12354°Ö
- Varpan, sjö i Falu kommun och Dalarna 60°38′59″N 15°36′16″Ö / 60.64972°N 15.60439°Ö
- Vennan, sjö i Falu kommun och Dalarna 60°41′32″N 15°48′25″Ö / 60.69214°N 15.80694°Ö
- Väsman, sjö i Ludvika kommun och Dalarna 60°11′08″N 15°04′23″Ö / 60.18554°N 15.07306°Ö
- Övre Valsan, sjö i Borlänge kommun och Dalarna 60°37′19″N 15°18′54″Ö / 60.62196°N 15.31506°Ö
- Flymossgruvan, sjö i Hofors kommun och Gästrikland 60°31′50″N 16°25′42″Ö / 60.53067°N 16.42839°Ö
- Håvran, Gästrikland, sjö i Hedemora kommun och Gästrikland 60°35′27″N 16°08′57″Ö / 60.59083°N 16.14908°Ö
- Hönan, Gästrikland, sjö i Hofors kommun och Gästrikland 60°34′12″N 16°11′30″Ö / 60.56989°N 16.19171°Ö
- Lingan, sjö i Ockelbo kommun och Gästrikland 61°01′56″N 16°42′54″Ö / 61.03236°N 16.71497°Ö
- Tjärnan (Torsåkers socken, Gästrikland, 670016-153398), sjö i Hofors kommun och Gästrikland 60°25′04″N 16°25′19″Ö / 60.41788°N 16.42188°Ö
- Tjärnan (Torsåkers socken, Gästrikland, 670797-152657), sjö i Hofors kommun och Gästrikland 60°29′19″N 16°17′18″Ö / 60.48853°N 16.28842°Ö
- Tjärnan (Torsåkers socken, Gästrikland, 671272-153980), sjö i Hofors kommun och Gästrikland 60°31′34″N 16°32′00″Ö / 60.52610°N 16.53338°Ö
- Trutman, sjö i Gävle kommun och Gästrikland 60°52′02″N 17°13′28″Ö / 60.86712°N 17.22455°Ö
- Värnan, sjö i Hofors kommun och Gästrikland 60°33′10″N 16°18′14″Ö / 60.55291°N 16.30378°Ö
- Björnstämman, sjö i Ljusdals kommun och Hälsingland 61°42′42″N 15°55′36″Ö / 61.71180°N 15.92664°Ö
- Blakan, sjö i Söderhamns kommun och Hälsingland 61°11′04″N 16°45′38″Ö / 61.18443°N 16.76043°Ö
- Böles-Noran, sjö i Söderhamns kommun och Hälsingland 61°05′17″N 16°59′02″Ö / 61.08799°N 16.98383°Ö
- Draggan, sjö i Söderhamns kommun och Hälsingland 61°04′36″N 16°48′45″Ö / 61.07663°N 16.81239°Ö
- Flugan (Skogs socken, Hälsingland, 677141-155782), sjö i Söderhamns kommun och Hälsingland 61°03′09″N 16°52′31″Ö / 61.05245°N 16.87531°Ö
- Flugan (Skogs socken, Hälsingland, 677513-155103), sjö i Söderhamns kommun och Hälsingland 61°05′21″N 16°44′53″Ö / 61.08921°N 16.74811°Ö
- Grolan, sjö i Hudiksvalls kommun och Hälsingland 61°35′58″N 17°12′57″Ö / 61.59933°N 17.21571°Ö
- Gryssjöhöljan, sjö i Bollnäs kommun och Hälsingland 61°10′11″N 16°12′18″Ö / 61.16971°N 16.20495°Ö
- Halljan, sjö i Ljusdals kommun och Hälsingland 62°09′54″N 15°27′24″Ö / 62.16491°N 15.45678°Ö
- Hennan, sjö i Ljusdals kommun och Hälsingland 62°04′26″N 15°47′47″Ö / 62.07383°N 15.79625°Ö
- Ingan, sjö i Hudiksvalls kommun och Hälsingland 61°46′02″N 16°51′45″Ö / 61.76711°N 16.86252°Ö
- Kringlan, Hälsingland, sjö i Hudiksvalls kommun och Hälsingland 61°41′03″N 17°02′41″Ö / 61.68418°N 17.04482°Ö
- Kölpan, sjö i Hudiksvalls kommun och Hälsingland 61°49′11″N 17°19′11″Ö / 61.81973°N 17.31974°Ö
- Lill-Skärjan, sjö i Söderhamns kommun och Hälsingland 61°05′18″N 17°03′49″Ö / 61.08826°N 17.06354°Ö
- Lill-Yan, sjö i Hudiksvalls kommun och Hälsingland 61°41′21″N 17°02′41″Ö / 61.68930°N 17.04465°Ö
- Lilla Flaxan, sjö i Ovanåkers kommun och Hälsingland 61°17′14″N 15°53′35″Ö / 61.28720°N 15.89311°Ö
- Lillsindran, sjö i Nordanstigs kommun och Hälsingland 61°56′32″N 17°10′21″Ö / 61.94216°N 17.17262°Ö
- Lomman, sjö i Nordanstigs kommun och Hälsingland 61°54′48″N 16°54′22″Ö / 61.91340°N 16.90620°Ö
- Lössnan, sjö i Ovanåkers kommun och Hälsingland 61°19′18″N 15°52′43″Ö / 61.32176°N 15.87865°Ö
- Norra Homnan, sjö i Ovanåkers kommun och Hälsingland 61°27′20″N 15°54′03″Ö / 61.45545°N 15.90089°Ö
- Prinsessan, Hälsingland, sjö i Ljusdals kommun och Hälsingland 61°42′11″N 15°43′11″Ö / 61.70313°N 15.71964°Ö
- Puckan, sjö i Ljusdals kommun och Hälsingland 61°52′19″N 15°37′36″Ö / 61.87200°N 15.62661°Ö
- Saltdåvan, sjö i Hudiksvalls kommun och Hälsingland 61°49′00″N 17°17′51″Ö / 61.81656°N 17.29738°Ö
- Sandviks-Lungan, sjö i Ljusdals kommun och Hälsingland 61°58′08″N 16°05′47″Ö / 61.96899°N 16.09637°Ö
- Slångan, sjö i Hudiksvalls kommun och Hälsingland 61°47′56″N 16°22′03″Ö / 61.79892°N 16.36760°Ö
- Stensan, Hälsingland, sjö i Hudiksvalls kommun och Hälsingland 61°39′45″N 17°26′37″Ö / 61.66258°N 17.44364°Ö
- Stor-Skärjan, sjö i Söderhamns kommun och Hälsingland 61°03′37″N 17°01′33″Ö / 61.06033°N 17.02577°Ö
- Stor-Yan, sjö i Hudiksvalls kommun och Hälsingland 61°41′03″N 17°01′17″Ö / 61.68421°N 17.02140°Ö
- Stora Flaxnan, sjö i Ovanåkers kommun och Hälsingland 61°17′10″N 15°53′46″Ö / 61.28612°N 15.89610°Ö
- Storlugnan, sjö i Ljusdals kommun och Hälsingland 61°38′10″N 15°12′19″Ö / 61.63606°N 15.20532°Ö
- Svessan, sjö i Hudiksvalls kommun och Hälsingland 61°40′26″N 17°19′32″Ö / 61.67391°N 17.32563°Ö
- Sässman, sjö i Ovanåkers kommun och Hälsingland 61°22′23″N 15°53′23″Ö / 61.37317°N 15.88980°Ö
- Tönnebro-Noran, sjö i Söderhamns kommun och Hälsingland 61°03′43″N 16°58′20″Ö / 61.06197°N 16.97231°Ö
- Varvs-Noran, sjö i Söderhamns kommun och Hälsingland 61°04′25″N 16°58′35″Ö / 61.07352°N 16.97625°Ö
- Vägnan, sjö i Ovanåkers kommun och Hälsingland 61°22′28″N 15°56′06″Ö / 61.37448°N 15.93506°Ö
- Växnan, sjö i Ljusdals kommun och Hälsingland 61°50′52″N 16°01′47″Ö / 61.84771°N 16.02971°Ö
- Ässjan, sjö i Hudiksvalls kommun och Hälsingland 62°03′50″N 16°33′25″Ö / 62.06381°N 16.55704°Ö
- Gutedan, sjö i Bergs kommun och Härjedalen 62°47′13″N 13°18′04″Ö / 62.78699°N 13.30113°Ö
- Lill-Finkan, sjö i Härjedalens kommun och Härjedalen 62°31′50″N 13°33′02″Ö / 62.53055°N 13.55065°Ö
- Stor-Finkan, sjö i Härjedalens kommun och Härjedalen 62°31′49″N 13°33′59″Ö / 62.53035°N 13.56640°Ö
- Väster-Vattnan, sjö i Härjedalens kommun och Härjedalen 62°21′18″N 12°36′48″Ö / 62.35511°N 12.61338°Ö
- Våndåhåan, sjö i Härjedalens kommun och Härjedalen 62°18′51″N 12°16′58″Ö / 62.31407°N 12.28285°Ö
- Öster-Vattnan, sjö i Härjedalens kommun och Härjedalen 62°19′05″N 12°41′44″Ö / 62.31809°N 12.69549°Ö
- Alan, sjö i Bräcke kommun och Jämtland 62°46′32″N 16°01′09″Ö / 62.77558°N 16.01928°Ö
- Anjan, sjö i Åre kommun och Jämtland 63°42′22″N 12°36′15″Ö / 63.70601°N 12.60408°Ö
- Brötedan, sjö i Bergs kommun och Jämtland 62°52′20″N 13°32′07″Ö / 62.87220°N 13.53527°Ö
- Fettjan, sjö i Strömsunds kommun och Jämtland 64°26′45″N 15°10′04″Ö / 64.44590°N 15.16777°Ö
- Frikroksan, sjö i Åre kommun och Jämtland 63°28′34″N 13°22′17″Ö / 63.47599°N 13.37147°Ö
- Hesttjörnan, sjö i Åre kommun och Jämtland 63°26′13″N 12°11′45″Ö / 63.43686°N 12.19578°Ö
- Kalvan, sjö i Strömsunds kommun och Jämtland 64°14′38″N 15°25′34″Ö / 64.24380°N 15.42603°Ö
- Kindpannan, sjö i Åre kommun och Jämtland 63°06′11″N 13°30′05″Ö / 63.10314°N 13.50141°Ö
- Lill-Rusan, sjö i Strömsunds kommun och Jämtland 64°04′10″N 15°01′25″Ö / 64.06933°N 15.02357°Ö
- Lill-Spjutan, sjö i Bergs kommun och Jämtland 62°54′52″N 13°29′42″Ö / 62.91454°N 13.49499°Ö
- Lillblomman, sjö i Åre kommun och Jämtland 63°36′17″N 13°21′03″Ö / 63.60480°N 13.35078°Ö
- Lillsagdan, sjö i Strömsunds kommun och Jämtland 64°12′34″N 15°19′49″Ö / 64.20934°N 15.33034°Ö
- Mörekullan (Näs socken, Jämtland, 698210-144358), sjö i Östersunds kommun och Jämtland 62°56′38″N 14°41′48″Ö / 62.94391°N 14.69665°Ö
- Mörekullan (Näs socken, Jämtland, 698482-144394), sjö i Östersunds kommun och Jämtland 62°58′15″N 14°42′08″Ö / 62.97087°N 14.70233°Ö
- Sagdan, sjö i Strömsunds kommun och Jämtland 64°12′42″N 15°20′54″Ö / 64.21173°N 15.34842°Ö
- Sandgrubban, sjö i Åre kommun och Jämtland 63°48′18″N 13°13′22″Ö / 63.80497°N 13.22269°Ö
- Skellbrejan, sjö i Bräcke kommun och Jämtland 62°59′27″N 15°28′37″Ö / 62.99086°N 15.47693°Ö
- Solgrytan, sjö i Åre kommun och Jämtland 63°20′46″N 13°02′52″Ö / 63.34605°N 13.04775°Ö
- Stor-Byxan, sjö i Åre kommun och Jämtland 63°40′24″N 12°29′52″Ö / 63.67343°N 12.49776°Ö
- Stor-Jougdan, sjö i Strömsunds kommun och Jämtland 64°31′37″N 14°46′50″Ö / 64.52695°N 14.78051°Ö
- Stor-Spjutan, sjö i Bergs kommun och Jämtland 62°55′24″N 13°30′38″Ö / 62.92341°N 13.51063°Ö
- Storblomman, sjö i Åre kommun och Jämtland 63°36′30″N 13°20′31″Ö / 63.60824°N 13.34201°Ö
- Storrusan, sjö i Strömsunds kommun och Jämtland 64°04′14″N 15°01′07″Ö / 64.07065°N 15.01861°Ö
- Storslyckan, sjö i Åre kommun och Jämtland 63°14′34″N 13°27′52″Ö / 63.24291°N 13.46439°Ö
- Styggfisklösnan, sjö i Krokoms kommun och Jämtland 63°31′19″N 14°04′31″Ö / 63.52185°N 14.07535°Ö
- Sönnerstslyckan, sjö i Åre kommun och Jämtland 63°13′59″N 13°26′41″Ö / 63.23298°N 13.44470°Ö
- Tjärndövlan, sjö i Åre kommun och Jämtland 63°21′46″N 12°46′31″Ö / 63.36287°N 12.77516°Ö
- Utsulan, sjö i Åre kommun och Jämtland 63°34′53″N 13°11′27″Ö / 63.58142°N 13.19081°Ö
- Vaplan, Jämtland, sjö i Bräcke kommun och Jämtland 62°56′26″N 15°00′10″Ö / 62.94051°N 15.00266°Ö
- Västra Massiljan, sjö i Krokoms kommun och Jämtland 63°18′16″N 14°15′17″Ö / 63.30452°N 14.25477°Ö
- Ävjan, sjö i Bergs kommun och Jämtland 62°54′47″N 14°33′31″Ö / 62.91297°N 14.55850°Ö
- Östra Massiljan, sjö i Krokoms kommun och Jämtland 63°18′07″N 14°16′21″Ö / 63.30184°N 14.27247°Ö
- Bjässan, sjö i Ånge kommun och Medelpad 62°25′13″N 15°05′48″Ö / 62.42034°N 15.09676°Ö
- Grytan, Medelpad, sjö i Timrå kommun och Medelpad 62°43′51″N 17°18′17″Ö / 62.73087°N 17.30476°Ö
- Kivan, sjö i Sundsvalls kommun och Medelpad 62°14′56″N 17°16′04″Ö / 62.24900°N 17.26789°Ö
- Abborrgrubban, Ångermanland, sjö i Örnsköldsviks kommun och Ångermanland 63°55′16″N 18°14′08″Ö / 63.92118°N 18.23563°Ö
- Dyngtunnan, sjö i Örnsköldsviks kommun och Ångermanland 63°45′01″N 18°39′23″Ö / 63.75030°N 18.65652°Ö
- Gammrågan, sjö i Strömsunds kommun och Ångermanland 63°52′17″N 16°25′19″Ö / 63.87152°N 16.42199°Ö
- Holmsjögrubban, sjö i Örnsköldsviks kommun och Ångermanland 63°56′01″N 18°17′16″Ö / 63.93359°N 18.28770°Ö
- Kvigan, sjö i Örnsköldsviks kommun och Ångermanland 63°30′04″N 18°06′59″Ö / 63.50112°N 18.11650°Ö
- Lakan, Ångermanland, sjö i Kramfors kommun och Ångermanland 63°04′23″N 18°11′48″Ö / 63.07300°N 18.19668°Ö
- Laxforsedan, sjö i Nordmalings kommun och Ångermanland 63°41′55″N 19°36′02″Ö / 63.69871°N 19.60058°Ö
- Löran, sjö i Örnsköldsviks kommun och Ångermanland 63°37′48″N 18°21′24″Ö / 63.62989°N 18.35662°Ö
- Tjissan, sjö i Härnösands kommun och Ångermanland 62°31′50″N 17°49′23″Ö / 62.53052°N 17.82294°Ö
- Vapplan, sjö i Örnsköldsviks kommun och Ångermanland 63°25′07″N 18°00′44″Ö / 63.41867°N 18.01210°Ö
- Båtforsaggan, sjö i Norsjö kommun och Västerbotten 64°50′32″N 20°12′20″Ö / 64.84226°N 20.20565°Ö
- Forsling-Åman, sjö i Vindelns kommun och Västerbotten 64°30′12″N 19°28′24″Ö / 64.50344°N 19.47335°Ö
- Godgrubban, sjö i Robertsfors kommun och Västerbotten 64°14′28″N 20°43′07″Ö / 64.24123°N 20.71865°Ö
- Grytan, Västerbotten, sjö i Skellefteå kommun och Västerbotten 64°47′53″N 21°06′09″Ö / 64.79793°N 21.10240°Ö
- Lillslädan, sjö i Umeå kommun och Västerbotten 63°44′45″N 20°32′22″Ö / 63.74591°N 20.53952°Ö
- Nedre Timman, sjö i Skellefteå kommun och Västerbotten 65°01′09″N 21°27′45″Ö / 65.01908°N 21.46247°Ö
- Skorran, sjö i Umeå kommun och Västerbotten 63°32′37″N 19°45′10″Ö / 63.54351°N 19.75268°Ö
- Sladan, Västerbotten, sjö i Robertsfors kommun och Västerbotten 63°56′50″N 20°49′19″Ö / 63.94720°N 20.82193°Ö
- Storåvättan, sjö i Umeå kommun och Västerbotten 63°46′31″N 20°54′01″Ö / 63.77541°N 20.90027°Ö
- Västerlångslädan, sjö i Umeå kommun och Västerbotten 63°42′03″N 20°23′27″Ö / 63.70093°N 20.39077°Ö
- Övre Timman, sjö i Skellefteå kommun och Västerbotten 65°01′14″N 21°27′35″Ö / 65.02054°N 21.45959°Ö
- Harrgrubban, sjö i Luleå kommun och Norrbotten 65°27′36″N 22°11′29″Ö / 65.46004°N 22.19129°Ö
- Lillsladan, sjö i Luleå kommun och Norrbotten 65°55′03″N 22°25′22″Ö / 65.91758°N 22.42283°Ö
- Lyckoidan, sjö i Piteå kommun och Norrbotten 65°28′42″N 20°38′19″Ö / 65.47838°N 20.63874°Ö
- Mörtbäckgrubban, sjö i Kalix kommun och Norrbotten 65°56′30″N 22°47′32″Ö / 65.94179°N 22.79229°Ö
- Nilsgrubban, sjö i Älvsbyns kommun och Norrbotten 65°35′56″N 20°51′49″Ö / 65.59880°N 20.86352°Ö
- Sladan (Råneå socken, Norrbotten), sjö i Luleå kommun och Norrbotten 65°54′02″N 22°24′26″Ö / 65.90069°N 22.40721°Ö
- Sladan (Norrfjärdens socken, Norrbotten), sjö i Piteå kommun och Norrbotten 65°24′47″N 21°32′38″Ö / 65.41306°N 21.54384°Ö
- Storblötan, sjö i Kalix kommun och Norrbotten 65°44′19″N 23°07′18″Ö / 65.73856°N 23.12165°Ö
- Stryckmellan, sjö i Luleå kommun och Norrbotten 66°00′20″N 21°58′47″Ö / 66.00560°N 21.97985°Ö
- Yttregrubban, sjö i Luleå kommun och Norrbotten 65°27′25″N 22°11′37″Ö / 65.45706°N 22.19359°Ö
- Övre Storidan, sjö i Älvsbyns kommun och Norrbotten 65°53′17″N 20°20′39″Ö / 65.88796°N 20.34425°Ö
- Abborrgrubban, Lappland, sjö i Arvidsjaurs kommun och Lappland 65°38′59″N 19°07′36″Ö / 65.64982°N 19.12658°Ö
- Appokaggan, sjö i Jokkmokks kommun och Lappland 66°26′34″N 19°47′53″Ö / 66.44283°N 19.79796°Ö
- Bak-Dainan, sjö i Vilhelmina kommun och Lappland 64°59′16″N 16°07′17″Ö / 64.98781°N 16.12125°Ö
- Bastan, sjö i Storumans kommun och Lappland 65°47′07″N 15°02′21″Ö / 65.78524°N 15.03913°Ö
- Krappan, sjö i Vilhelmina kommun och Lappland 65°11′53″N 15°23′35″Ö / 65.19808°N 15.39317°Ö
- Laisan, sjö i Arjeplogs kommun och Lappland 66°08′02″N 17°07′16″Ö / 66.13384°N 17.12117°Ö
- Lill-Dainan, sjö i Vilhelmina kommun och Lappland 64°59′18″N 16°05′43″Ö / 64.98840°N 16.09520°Ö
- Lill-Grasan, sjö i Vilhelmina kommun och Lappland 65°10′30″N 14°50′29″Ö / 65.17510°N 14.84151°Ö
- Lill-Rajan, sjö i Dorotea kommun och Lappland 64°37′02″N 15°27′26″Ö / 64.61721°N 15.45718°Ö
- Lill-Uman, sjö i Sorsele kommun och Lappland 66°09′17″N 14°58′39″Ö / 66.15470°N 14.97745°Ö
- Lillmejvan, sjö i Storumans kommun och Lappland 64°54′39″N 17°05′52″Ö / 64.91070°N 17.09774°Ö
- Matskan, sjö i Vilhelmina kommun och Lappland 65°07′29″N 16°00′01″Ö / 65.12480°N 16.00020°Ö
- Melkvatnan, sjö i Storumans kommun och Lappland 66°08′46″N 14°52′50″Ö / 66.14598°N 14.88048°Ö
- Nittionian, sjö i Jokkmokks kommun och Lappland 66°33′23″N 20°37′41″Ö / 66.55626°N 20.62817°Ö
- Pajjesuvvan, sjö i Arjeplogs kommun och Lappland 66°14′57″N 18°37′16″Ö / 66.24914°N 18.62113°Ö
- Röttan, sjö i Vilhelmina kommun och Lappland 64°51′58″N 15°53′15″Ö / 64.86623°N 15.88740°Ö
- Stor-Dainan, sjö i Vilhelmina kommun och Lappland 64°56′14″N 16°06′06″Ö / 64.93709°N 16.10162°Ö
- Stor-Grasan, sjö i Vilhelmina kommun och Lappland 65°12′12″N 14°49′55″Ö / 65.20329°N 14.83194°Ö
- Stor-Laisan, sjö i Storumans kommun och Lappland 65°44′35″N 15°15′15″Ö / 65.74312°N 15.25430°Ö
- Stor-Rajan, sjö i Dorotea kommun och Lappland 64°38′04″N 15°22′56″Ö / 64.63441°N 15.38231°Ö
- Storaggan, sjö i Åsele kommun och Lappland 64°04′31″N 18°37′41″Ö / 64.07529°N 18.62819°Ö
- Storjuktan, sjö i Sorsele kommun och Lappland 65°25′02″N 17°05′49″Ö / 65.41727°N 17.09700°Ö
- Storuman (sjö), sjö i Storumans kommun och Lappland 65°14′09″N 16°46′42″Ö / 65.23587°N 16.77822°Ö
- Säjman, sjö i Storumans kommun och Lappland 65°29′35″N 15°27′52″Ö / 65.49297°N 15.46432°Ö
- Över-Uman, sjö i Storumans kommun och Lappland 66°08′58″N 14°34′25″Ö / 66.14958°N 14.57348°Ö
- Överst-Juktan, sjö i Sorsele kommun och Lappland 65°45′47″N 16°10′23″Ö / 65.76314°N 16.17302°Ö